# Scleria melaleuca
Scleria melaleuca là loài thực vật có hoa trong họ Cói. Loài này được Rchb. ex Schltdl. & Cham. miêu tả khoa học đầu tiên năm 1831.